# Lista de episódios de Naruto Shippuden
Essa é uma lista dos episódios da série de anime Naruto Shippuden,  adaptação da Parte II da série de mangá Naruto. O anime foi produzida pelo Studio Pierrot e televisionada pela TV Tokyo.[carece de fontes?] Naruto Shippuden é a continuação da primeira parte do mangá Naruto, e continua a mesma linha da história após a passagem de dois anos e meio no universo Naruto. O anime começou a ser transmitido na TV Tokyo em 15 de fevereiro de 2007 e a exibição de seu último episódio ocorreu em 23 de março de 2017, totalizando 500 episódios[carece de fontes?], sendo 221 destes episódios considerados fillers, ou seja, episódios não canônicos adicionados para que o anime não alcançasse o mangá, que ainda era publicado. Abaixo se encontram todos os episódios listados já lançados e as suas respectivas temporadas.
A CBS, estúdio de dublagem que era responsável pela série no Brasil, anunciou o início da dublagem de Naruto Shippuden no final de 2014. E em janeiro de 2015, a PlayTV começou a exibir vinhetas do anime em sua programação e teve sua estreia no canal em 7 de abril. Até o momento, Naruto Shippuden teve 112 episódios dublados em português e todos os filmes da franquia. A Netflix brasileira transmite os 220 episódios da primeira fase do anime "Naruto Clássico" e 112 episódios da segunda fase "Shippuuden" em seu serviço de streaming; ambas tendo opções de idioma em português, espanhol e japonês. A Claro Video (outro serviço de streaming) exibe a mesma quantidade de episódios de Naruto Shippuden e os 220 episódios da primeira fase, porém as duas séries não possuem a opção de áudio em japonês.

## Resumo
| Temporadas                                                                    | Episódios | Total        | Exibição Original       | Exibição Original      |
| Temporadas                                                                    | Episódios | Total        | Estreia de temporada    | Final de temporada     |
| ----------------------------------------------------------------------------- | --------- | ------------ | ----------------------- | ---------------------- |
| 1.ª Temporada                                                                 | 1~30      | 30 episódios | 15 de fevereiro de 2007 | 27 de setembro de 2007 |
| 2.ª Temporada                                                                 | 31~53     | 23 episódios | 18 de outubro de 2007   | 3 de abril de 2008     |
| 3.ª Temporada                                                                 | 54~77     | 24 episódios | 3 de abril de 2008      | 25 de setembro de 2008 |
| 4.ª Temporada                                                                 | 78~102    | 25 episódios | 2 de outubro de 2008    | 26 de março de 2009    |
| 5.ª Temporada                                                                 | 103~128   | 26 episódios | 9 de abril de 2009      | 24 de setembro de 2009 |
| 6.ª Temporada                                                                 | 129~153   | 25 episódios | 8 de outubro de 2009    | 25 de março de 2010    |
| 7.ª Temporada                                                                 | 154~179   | 26 episódios | 1 de abril de 2010      | 30 de setembro de 2010 |
| 8.ª Temporada                                                                 | 180~205   | 26 episódios | 7 de outubro de 2010    | 31 de março de 2011    |
| 9.ª Temporada                                                                 | 206~230   | 25 episódios | 7 de abril de 2011      | 29 de setembro de 2011 |
| 10.ª Temporada                                                                | 231~256   | 26 episódios | 6 de outubro de 2011    | 29 de março de 2012    |
| 11.ª Temporada                                                                | 257~281   | 25 episódios | 5 de abril de 2012      | 27 de setembro de 2012 |
| 12.ª Temporada                                                                | 282~306   | 25 episódios | 4 de outubro de 2012    | 28 de março de 2013    |
| 13.ª Temporada                                                                | 307~332   | 26 episódios | 4 de abril de 2013      | 26 de setembro de 2013 |
| 14.ª Temporada                                                                | 333~356   | 24 episódios | 3 de outubro de 2013    | 20 de março de 2014    |
| 15.ª Temporada                                                                | 357~379   | 23 episódios | 3 de abril de 2014      | 25 de setembro de 2014 |
| 16.ª Temporada                                                                | 380~405   | 26 episódios | 2 de outubro de 2014    | 26 de março de 2015    |
| 17.ª Temporada                                                                | 406~431   | 26 episódios | 2 de abril de 2015      | 24 de setembro de 2015 |
| 18.ª Temporada                                                                | 432~458   | 27 episódios | 1 de outubro de 2015    | 28 de abril de 2016    |
| 19.ª Temporada                                                                | 459~479   | 21 episódios | 5 de maio de 2016       | 13 de outubro de 2016  |
| 20.ª Temporada                                                                | 480~500   | 21 episódios | 20 de outubro de 2016   | 23 de março de 2017    |
| Lançamentos em DVD \| Ver também \| Notas \| Referências \| Ligações externas |           |              |                         |                        |

## Primeira temporada
| N.º | Título no Brasil (Título original) | Exibição original       |
| --- | --- | ----------------------- |
| 1   | "Voltando Para Casa" Transliteração: "Kikyō" (em japonês: 帰郷)                                                                          | 15 de Fevereiro de 2007 |
| 2   | "Os Akatsuki Entram em Ação" Transliteração: "Akatsuki, Shidō" (em japonês: 暁、始動)                                                    | 15 de Fevereiro de 2007 |
| 3   | "Os Resultados do Treinamento" Transliteração: "Shūgyō no Seika" (em japonês: 修業の成果)                                                | 22 de Fevereiro de 2007 |
| 4   | "O Jinchuriki da Areia" Transliteração: "Suna no Jinchūriki" (em japonês: 砂の人柱力)                                                    | 1 de Março de 2007      |
| 5   | "Kazekage se Mantém no Alto" Transliteração: "Kazekage to Shite...!" (em japonês: 風影として…!)                                          | 15 de Março de 2007     |
| 6   | "Missão Cumprida" Transliteração: "Noruma Kuriā" (em japonês: ノルマクリアー)                                                            | 29 de Março de 2007     |
| 7   | "Corra, Kankuro" Transliteração: "Hashire Kankurō" (em japonês: 疾走れカンクロウ)                                                        | 29 de Março de 2007     |
| 8   | "A Equipe Kakashi Se Mobiliza" Transliteração: "Shutsugeki, Kakashi-han" (em japonês: 出撃、カカシ班)                                    | 12 de Abril de 2007     |
| 9   | "As Lágrimas do Jinchuriki" Transliteração: "Jinchūriki no Namida" (em japonês: 人柱力の涙)                                              | 12 de Abril de 2007     |
| 10  | "Jutsu de Selamento: Nove Dragões Fantasmas" Transliteração: "Fūin Jutsu: Genryū Kyū Fūjin" (em japonês: 封印術・幻龍九封尽)             | 19 de Abril de 2007     |
| 11  | "A Aprendiz de Médica Ninja" Transliteração: "Iryō Ninja no Deshi" (em japonês: 医療忍者の弟子)                                          | 26 de Abril de 2007     |
| 12  | "A Determinação da Vovó Aposentada" Transliteração: "Inkyo Babā no Ketsui" (em japonês: 隠居ババアの決意)                                | 3 de Maio de 2007       |
| 13  | "Um Encontro Com o Destino" Transliteração: "In'nen Aima Mieru" (em japonês: 因縁あいまみえる)                                           | 10 de Maio de 2007      |
| 14  | "O Crescimento de Naruto" Transliteração: "Naruto no Seichō" (em japonês: ナルトの成長)                                                  | 17 de Maio de 2007      |
| 15  | "A Esfera Secreta se Chama..." Transliteração: "Kakushi Dama, Nadukete...!" (em japonês: 隠し玉 名付けて…!)                              | 24 de Maio de 2007      |
| 16  | "O Segredo do Jinchuriki" Transliteração: "Jinchuriki no Himitsu" (em japonês: 人柱力の秘密)                                             | 31 de Maio de 2007      |
| 17  | "A Morte do Gaara!" Transliteração: "Gaara Shisu!" (em japonês: 我愛羅死す!)                                                             | 7 de Junho de 2007      |
| 18  | "Postura Tática! Operação Entrada em Gancho!!" Transliteração: "Totsunyū! Botan Fukku Entorī" (em japonês: 突入! ボタンフックエントリー) | 21 de Junho de 2007     |
| 19  | "Armadilhas Ativadas! Os Inimigos da Equipe Guy" Transliteração: "Torappu Sadō! Gai-han no Teki" (em japonês: 罠作動! ガイ班の敵)        | 5 de Julho de 2007      |
| 20  | "Hiruko contra Duas Kunoichi" Transliteração: "Hiruko VS Futari no Kunoichi" (em japonês: ヒルコVS二人の女忍者)                          | 19 de Julho de 2007     |
| 21  | "O Verdadeiro Rosto de Sasori" Transliteração: "Sasori no Sugao" (em japonês: サソリの素顔)                                              | 26 de Julho de 2007     |
| 22  | "As Habilidades Secretas de Chiyo" Transliteração: "Chiyo no Oku no Te" (em japonês: チヨの奥の手)                                       | 2 de Agosto de 2007     |
| 23  | "Pai e Mãe" Transliteração: ""Chichi" to "Haha"" (em japonês: 「父」と「母」)                                                            | 2 de Agosto de 2007     |
| 24  | "O Terceiro Kazekage" Transliteração: "Sandaime Kazekage" (em japonês: 三代目風影)                                                       | 9 de Agosto de 2007     |
| 25  | "Três Minutos Entre a Vida e a Morte" Transliteração: "Sei to Shi no San-funkan" (em japonês: 生と死の三分間)                            | 16 de Agosto de 2007    |
| 26  | "Luta entre Marionetes: Dez contra Cem!" Transliteração: "Jū-ki vs Hyaku-ki" (em japonês: 十機vs百機)                                    | 23 de Agosto de 2007    |
| 27  | "Um Sonho Impossível" Transliteração: "Kanawanu Yume" (em japonês: 叶わぬ夢)                                                             | 30 de Agosto de 2007    |
| 28  | "As Feras Ressuscitadas!" Transliteração: "Yomigaeru Kemono-tachi" (em japonês: 蘇る獣たち)                                              | 13 de Setembro de 2007  |
| 29  | "Kakashi Iluminado!" Transliteração: "Kakashi Kaigan!" (em japonês: カカシ開眼!)                                                         | 27 de Setembro de 2007  |
| 30  | "A Estética de um Momento" Transliteração: "Shunkan no Bigaku" (em japonês: 瞬間の美学)                                                  | 27 de Setembro de 2007  |

| Topo da Página |
| -------------- |

## Segunda temporada
| N.º | Título no Brasil (Título original)                                                                           | Exibição original       |
| --- | --- | ----------------------- |
| 31  | "O Legado" Transliteração: "Tsugare Yuku Mono" (em japonês: 継がれゆくもの)                                  | 18 de Outubro de 2007   |
| 32  | "A Volta do Kazekage" Transliteração: "Kazekage no Kikan" (em japonês: 風影の帰還)                           | 25 de Outubro de 2007   |
| 33  | "Um Novo Alvo" Transliteração: "Aratanaru Tāgetto" (em japonês: 新たなる目標)                                | 8 de Novembro de 2007   |
| 34  | "Formação! A Nova Equipe Kakashi!" Transliteração: "Kessei! Shin Kakashi-han" (em japonês: 結成! 新カカシ班) | 15 de Novembro de 2007  |
| 35  | "Uma Adição Indesejada" Transliteração: "Gada Tensoku" (em japonês: 画蛇添足)                                | 22 de Novembro de 2007  |
| 36  | "O Falso Sorriso" Transliteração: "Itsuwari no Egao" (em japonês: 偽りの笑顔)                                | 29 de Novembro de 2007  |
| 37  | "Sem Título" Transliteração: "Mudai" (em japonês: 無題)                                                      | 29 de Novembro de 2007  |
| 38  | "Simulação" Transliteração: "Shimyurēshon" (em japonês: 模擬戦闘訓練)                                        | 6 de Dezembro de 2007   |
| 39  | "A Ponte Tenchi" Transliteração: "Tenchi-bashi" (em japonês: 天地橋)                                         | 13 de Dezembro de 2007  |
| 40  | "A Nove-Caudas se Liberta" Transliteração: "Kyūbi Kaihō!!" (em japonês: 九尾解放!!)                          | 20 de Dezembro de 2007  |
| 41  | "A Missão Super-Secreta se Inicia" Transliteração: "Gokuhi Ninmu Sutāto" (em japonês: 極秘任務スタート)      | 20 de Dezembro de 2007  |
| 42  | "Orochimaru vs. Jinchuriki" Transliteração: "Orochimaru VS Jinchūriki" (em japonês: 大蛇丸VS人柱力)          | 10 de Janeiro de 2008   |
| 43  | "As Lágrimas de Sakura" Transliteração: "Sakura no Namida" (em japonês: サクラの涙)                          | 17 de Janeiro de 2008   |
| 44  | "O Segredo da Batalha" Transliteração: "Tatakai no Tenmatsu" (em japonês: 戦いの顛末)                        | 24 de Janeiro de 2008   |
| 45  | "As Consequências da Traição" Transliteração: "Uragiri no Hate" (em japonês: 裏切りの果て)                   | 31 de Janeiro de 2008   |
| 46  | "A Página Inacabada" Transliteração: "Mikan no Pēji" (em japonês: 未完の頁)                                  | 7 de Fevereiro de 2008  |
| 47  | "Infiltração: O Covil da Cobra!" Transliteração: "Sen'nyū! Dokuhebi no Ajito" (em japonês: 潜入! 毒蛇の巣窟) | 14 de Fevereiro de 2008 |
| 48  | "Laços" Transliteração: "Tsunagari" (em japonês: つながり)                                                   | 28 de Fevereiro de 2008 |
| 49  | "Algo Importante..." Transliteração: "Taisetsuna Mono" (em japonês: 大切なモノ)                              | 6 de Março de 2008      |
| 50  | "A História do Álbum Ilustrado" Transliteração: "Ehon ga Kataru Sutōrī" (em japonês: 絵本が語る物語)         | 13 de Março de 2008     |
| 51  | "Reencontro" Transliteração: "Saikai" (em japonês: 再会)                                                     | 20 de Março de 2008     |
| 52  | "O Poder do Uchiha" Transliteração: "Uchiha no Chikara" (em japonês: うちはの力)                             | 20 de Março de 2008     |
| 53  | "Título" Transliteração: "Taitoru" (em japonês: 題名)                                                        | 3 de Abril de 2008      |

| Topo da Página |
| -------------- |

## Terceira temporada
| N.º | Título no Brasil (Título original)                                                            | Exibição original      |
| --- | --------------------------------------------------------------------------------------------- | ---------------------- |
| 54  | "Pesadelo" Transliteração: "Akumu" (em japonês: 悪夢)                                         | 3 de Abril de 2008     |
| 55  | "Vento" Transliteração: "Kaze" (em japonês: 旋風)                                             | 17 de Abril de 2008    |
| 56  | "Contorção" Transliteração: "Ugomeku" (em japonês: うごめく)                                  | 24 de Abril de 2008    |
| 57  | "O Despertar do Sono Eterno" Transliteração: "Ubawareta Eiminri" (em japonês: 奪われた永眠り) | 8 de Maio de 2008      |
| 58  | "Solidão" Transliteração: "Kodoku" (em japonês: 孤独)                                         | 8 de Maio de 2008      |
| 59  | "Um Novo Inimigo" Transliteração: "Aratana Teki" (em japonês: 新たな敵)                       | 15 de Maio de 2008     |
| 60  | "Impermanência" Transliteração: "Uitenpen" (em japonês: 有為転変)                             | 22 de Maio de 2008     |
| 61  | "Contato" Transliteração: "Sesshoku" (em japonês: 接触)                                       | 29 de Maio de 2008     |
| 62  | "Companheiro de Equipe" Transliteração: "Chīmumeito" (em japonês: チームメイト)               | 5 de Junho de 2008     |
| 63  | "Os Dois Reis" Transliteração: "Futatsu no Gyoku" (em japonês: 二つの玉)                      | 19 de Junho de 2008    |
| 64  | "Sinal de Fogo Negro" Transliteração: "Shikkoku no Noroshi" (em japonês: 漆黒の狼煙)          | 3 de Julho de 2008     |
| 65  | "Presa na Escuridão" Transliteração: "Ankoku no Sejō" (em japonês: 暗黒の施錠)                | 3 de Julho de 2008     |
| 66  | "Almas Ressuscitadas" Transliteração: "Yomigaeru Tamashī" (em japonês: 黄泉がえる魂)          | 10 de Julho de 2008    |
| 67  | "Uma Luta Até a Morte" Transliteração: "Sorezore no Shitō" (em japonês: それぞれの死闘)       | 24 de Julho de 2008    |
| 68  | "Momento do Despertar" Transliteração: "Mezame no Toki" (em japonês: 覚醒めの刻)              | 31 de Julho de 2008    |
| 69  | "Desespero" Transliteração: "Zetsubō" (em japonês: 絶望)                                      | 31 de Julho de 2008    |
| 70  | "Ressonância" Transliteração: "Kyōmei" (em japonês: 共鳴)                                     | 7 de Agosto de 2008    |
| 71  | "Meu Amigo" Transliteração: "Tomo yo" (em japonês: 友よ)                                      | 14 de Agosto de 2008   |
| 72  | "Uma Ameaça se Aproxima" Transliteração: "Shinobiyoru Kyōi" (em japonês: 忍び寄る脅威)        | 21 de Agosto de 2008   |
| 73  | "A Invasão da Akatsuki" Transliteração: ""Akatsuki" Shinkō" (em japonês: “暁”侵攻)            | 28 de Agosto de 2008   |
| 74  | "Sob o Céu Estrelado" Transliteração: "Hoshizora no Moto de" (em japonês: 星空の下で)         | 4 de Setembro de 2008  |
| 75  | "A Oração do Velho Monge" Transliteração: "Rōsō no Inori" (em japonês: 老僧の祈り)            | 11 de Setembro de 2008 |
| 76  | "O Próximo Passo" Transliteração: "Tsuginaru Suteppu" (em japonês: 次なる階段)                | 25 de Setembro de 2008 |
| 77  | "Escalada de Prata" Transliteração: "Bōgin" (em japonês: 棒銀)                                | 25 de Setembro de 2008 |

| Topo da Página |
| -------------- |

## Quarta temporada
| N.º | Título no Brasil (Título original)                                                                                                   | Exibição original       |
| --- | --- | ----------------------- |
| 78  | "O Julgamento" Transliteração: "Kudasareta Sabaki" (em japonês: 下された裁き)                                                        | 2 de Outubro de 2008    |
| 79  | "Um Grito Interrompido" Transliteração: "Todokanu Zekkyō" (em japonês: 届かぬ絶叫)                                                   | 2 de Outubro de 2008    |
| 80  | "Últimas Palavras" Transliteração: "Saigo no Kotoba" (em japonês: 最期の言葉)                                                        | 16 de Outubro de 2008   |
| 81  | "Notícias Tristes" Transliteração: "Kanashiki Shirase" (em japonês: 悲しき報せ)                                                      | 23 de Outubro de 2008   |
| 82  | "Equipe 10" Transliteração: "Daijippan" (em japonês: 第十班)                                                                         | 30 de Outubro de 2008   |
| 83  | "Alvo Na Mira!" Transliteração: "Tāgetto Rokkuon" (em japonês: 標的捕捉)                                                             | 6 de Novembro de 2008   |
| 84  | "As Habilidades de Kakuzu" Transliteração: "Kakuzu no Nōryoku" (em japonês: 角都の能力)                                              | 13 de Novembro de 2008  |
| 85  | "O Terrível Segredo" Transliteração: "Osorubeki Himitsu" (em japonês: 恐るべき秘密)                                                  | 20 de Novembro de 2008  |
| 86  | "O Gênio Shikamaru" Transliteração: "Shikamaru no Sai" (em japonês: シカマルの才)                                                    | 4 de Dezembro de 2008   |
| 87  | "Quando se Amaldiçoa Alguém, Cava-se o Próprio Túmulo" Transliteração: "Hito wo Norowaba Ana Futatsu" (em japonês: 人を呪わば穴二つ) | 4 de Dezembro de 2008   |
| 88  | "Estilo Vento: Rasen Shuriken!" Transliteração: "Fūton: Rasen Shuriken!" (em japonês: 風遁・螺旋手裏剣!)                             | 11 de Dezembro de 2008  |
| 89  | "O Preço do Poder" Transliteração: "Chikara no Daishō" (em japonês: 力の代償)                                                        | 18 de Dezembro de 2008  |
| 90  | "A Determinação de Um Shinobi" Transliteração: "Shinobi no Ketsui" (em japonês: 忍の決意)                                            | 25 de Dezembro de 2008  |
| 91  | "O Esconderijo de Orochimaru É Descoberto!" Transliteração: "Hakken, Orochimaru no Ajito" (em japonês: 発見 大蛇丸のアジト)          | 8 de Janeiro de 2009    |
| 92  | "Encontro" Transliteração: "Deai" (em japonês: 遭遇)                                                                                 | 15 de Janeiro de 2009   |
| 93  | "Conectando Corações" Transliteração: "Kayoiau Kokoro" (em japonês: 通いあう心)                                                      | 22 de Janeiro de 2009   |
| 94  | "Uma Noite Chuvosa" Transliteração: "Ame Hito yo" (em japonês: 雨一夜)                                                               | 29 de Janeiro de 2009   |
| 95  | "Os Dois Amuletos" Transliteração: "Futatsu no Omamori" (em japonês: ふたつのお守り)                                                 | 5 de Fevereiro de 2009  |
| 96  | "O Inimigo Invisível" Transliteração: "Miezaru Teki" (em japonês: 見えざる敵)                                                        | 12 de Fevereiro de 2009 |
| 97  | "O Labirinto dos Reflexos Distorcidos" Transliteração: "Ranhansha no Meikyū" (em japonês: 乱反射の迷宮)                              | 19 de Fevereiro de 2009 |
| 98  | "O Alvo é Revelado" Transliteração: "Arawareta Hyōteki" (em japonês: 現れた標的)                                                     | 26 de Fevereiro de 2009 |
| 99  | "A Besta de Cauda Barulhenta" Transliteração: "Arekurū Bijū" (em japonês: 荒れ狂う尾獣)                                              | 5 de Março de 2009      |
| 100 | "Dentro da Nevoeiro" Transliteração: "Kiri no Naka de" (em japonês: 霧の中で)                                                        | 12 de Março de 2009     |
| 101 | "Os Sentimentos de Cada Um" Transliteração: "Sorezore no Omoi" (em japonês: それぞれの想い)                                          | 26 de Março de 2009     |
| 102 | "Reagrupando!" Transliteração: "Saihensei!" (em japonês: 再編成!)                                                                    | 26 de Março de 2009     |

| Topo da Página |
| -------------- |

## Quinta temporada
| N.º | Título no Brasil (Título original) | Exibição original      |
| --- | --- | ---------------------- |
| 103 | "A Barreira de Selamento de Quatro Pontas" Transliteração: "Kekkai Shihō Fūjin" (em japonês: 結界四方封陣)                                                                                    | 9 de Abril de 2009     |
| 104 | "Quebrando o Estilo Cristal" Transliteração: "Shōton Kuzushi" (em japonês: 晶遁崩し) | 9 de Abril de 2009     |
| 105 | "A Batalha Pela Barreira" Transliteração: "Kekkai Kōbō-sen" (em japonês: 結界攻防戦) | 16 de Abril de 2009    |
| 106 | "A Camélia Vermelha" Transliteração: "Akai Tsubaki" (em japonês: 赤い椿) | 23 de Abril de 2009    |
| 107 | "Estranhos Companheiros" Transliteração: "Goetsudōshū" (em japonês: 呉越同舟) | 30 de Abril de 2009    |
| 108 | "O Caminho das Camélias" Transliteração: "Tsubaki no Michishirube" (em japonês: 椿の道標) | 7 de Maio de 2009      |
| 109 | "O Contra-Ataque da Marca da Maldição" Transliteração: "Juin no Gyakushū" (em japonês: 呪印の逆襲)                                                                                            | 14 de Maio de 2009     |
| 110 | "Consciência Culpada" Transliteração: "Tsumi no Kioku" (em japonês: 罪の記憶) | 21 de Maio de 2009     |
| 111 | "A Promessa Quebrada" Transliteração: "Kudakareta Yakusoku" (em japonês: 砕かれた約束) | 28 de Maio de 2009     |
| 112 | "Um Lugar para Retornar" Transliteração: "Kaerubeki Basho" (em japonês: 帰るべき場所) | 4 de Junho de 2009     |
| 113 | "O Discípulo da Serpente" Transliteração: "Daija no Dōkō" (em japonês: 大蛇の瞳孔) | 11 de Junho de 2009    |
| 114 | "O Olho do Falcão" Transliteração: "Taka no Me" (em japonês: 鷹の瞳) | 18 de Junho de 2009    |
| 115 | "A Espada de Zabuza" Transliteração: "Zabuza no Daitō" (em japonês: 再不斬の大刀) | 25 de Junho de 2009    |
| 116 | "A Guardiã da Muralha de Ferro" Transliteração: "Teppeki no Ban'nin" (em japonês: 鉄壁の番人)                                                                                                 | 2 de Julho de 2009     |
| 117 | "Jugo do Esconderijo do Norte" Transliteração: "Kita Ajito no Jūgo" (em japonês: 北アジトの重吾)                                                                                              | 9 de Julho de 2009     |
| 118 | "Formação!" Transliteração: "Kessei!" (em japonês: 結成!) | 23 de Julho de 2009    |
| 119 | "Crônicas de Kakashi: A Vida de um Menino no Campo de Batalha - Parte 1" Transliteração: "Kakashi Gaiden ~Senjō no Bōizuraifu~ Zenpen" (em japonês: カカシ外伝 〜戦場のボーイズライフ〜 前編) | 30 de Julho de 2009    |
| 120 | "Crônicas de Kakashi: A Vida de um Menino no Campo de Batalha - Parte 2" Transliteração: "Kakashi Gaiden ~Senjō no Bōizuraifu~ Kōhen" (em japonês: カカシ外伝 〜戦場のボーイズライフ〜 後編)  | 30 de Julho de 2009    |
| 121 | "Reunir" Transliteração: "Ugokidasu Mono-tachi" (em japonês: 動き出すものたち) | 6 de Agosto de 2009    |
| 122 | "A Caçada" Transliteração: "Tansaku" (em japonês: 探索) | 13 de Agosto de 2009   |
| 123 | "Colisão!" Transliteração: "Gekitotsu!" (em japonês: 激突!) | 20 de Agosto de 2009   |
| 124 | "Arte" Transliteração: "Geijutsu" (em japonês: 芸術) | 27 de Agosto de 2009   |
| 125 | "Desaparecimento" Transliteração: "Shōshitsu" (em japonês: 消失) | 3 de Setembro de 2009  |
| 126 | "Crepúsculo" Transliteração: "Tasogare" (em japonês: 黄昏) | 10 de Setembro de 2009 |
| 127 | "Contos de um Ninja Corajoso: Pergaminhos-ninja de Jiraya - Parte 1" Transliteração: "Dokonjō Ninden ~Jiraiya Ninpōchō~ Zenpen" (em japonês: ド根性忍伝 〜自来也忍法帖〜 前編)                | 24 de Setembro de 2009 |
| 128 | "Contos de um Ninja Corajoso: Pergaminhos-ninja de Jiraya - Parte 2" Transliteração: "Dokonjō Ninden ~Jiraiya Ninpōchō~ Kōhen" (em japonês: ド根性忍伝 〜自来也忍法帖〜 後編)                 | 24 de Setembro de 2009 |

| Topo da Página |
| -------------- |

## Sexta temporada
| N.º | Título no Brasil (Título original) | Exibição original       |
| --- | --- | ----------------------- |
| 129 | "Infiltração! A Vila Oculta da Chuva" Transliteração: "Sen'yū! Amegakure no Sato" (em japonês: 潜入! 雨隠れの里)                      | 8 de Outubro de 2009    |
| 130 | "O Homem que Virou Deus" Transliteração: "Kami to Natta Otoko" (em japonês: 神となった男)                                             | 8 de Outubro de 2009    |
| 131 | "Ativar! Modo Sábio" Transliteração: "Hatsudō! Sen'nin Mōdo" (em japonês: 発動! 仙人モード)                                           | 15 de Outubro de 2009   |
| 132 | "Apresentando, os Seis Caminhos de Pain" Transliteração: "Pein Rikudō, Kenzan" (em japonês: ペイン六道、見参)                         | 22 de Outubro de 2009   |
| 133 | "O Conto do Valente" Transliteração: "Jiraiya Gōketsu Monogatari" (em japonês: 自来也豪傑物語)                                        | 29 de Outubro de 2009   |
| 134 | "Convite Para o Banquete" Transliteração: "Utage e no Izanai" (em japonês: 宴への誘い)                                                | 5 de Novembro de 2009   |
| 135 | "O Momento Mais Longo..." Transliteração: "Nagaki Toki no Naka de..." (em japonês: 長き瞬間の中で…)                                   | 19 de Novembro de 2009  |
| 136 | "A Luz e a Escuridão do Mangekyo Sharingan" Transliteração: "Mangekyō Sharingan no Hikari to Yami" (em japonês: 万華鏡写輪眼の光と闇) | 19 de Novembro de 2009  |
| 137 | "Reino das Chamas Infernais" Transliteração: "Amaterasu" (em japonês: 天照)                                                           | 26 de Novembro de 2009  |
| 138 | "O Fim" Transliteração: "Shūen" (em japonês: 終焉)                                                                                    | 3 de Dezembro de 2009   |
| 139 | "O Mistério de Tobi" Transliteração: "Tobi no Nazo" (em japonês: トビの謎)                                                            | 10 de Dezembro de 2009  |
| 140 | "Destino" Transliteração: "In'nen" (em japonês: 因縁)                                                                                 | 17 de Dezembro de 2009  |
| 141 | "Verdade" Transliteração: "Shinjitsu" (em japonês: 真実)                                                                              | 24 de Dezembro de 2009  |
| 142 | "A Batalha do Desfiladeiro do Trovão" Transliteração: "Unraikyō no Tatakai" (em japonês: 雲雷峡の闘い)                                | 7 de Janeiro de 2010    |
| 143 | "Oito Caudas Versus Sasuke" Transliteração: "-Hachibi- Tai -Sasuke-" (em japonês: 「八尾」対「サスケ」)                               | 14 de Janeiro de 2010   |
| 144 | "Andarilho" Transliteração: "Fūraibō" (em japonês: 風来坊)                                                                            | 21 de Janeiro de 2010   |
| 145 | "Sucessora do Jutsu Proibido" Transliteração: "Kinjutsu no Keishō-sha" (em japonês: 禁術の継承者)                                     | 28 de Janeiro de 2010   |
| 146 | "O Desejo da Sucessora" Transliteração: "Keishōsha no Omoi" (em japonês: 継承者の想い)                                                | 4 de Fevereiro de 2010  |
| 147 | "O Passado do Ninja Renegado" Transliteração: "Nukenin no Kako" (em japonês: 抜け忍の過去)                                            | 11 de Fevereiro de 2010 |
| 148 | "Herdeira da Escuridão" Transliteração: "Yami no Keishō-sha" (em japonês: 闇の後継者)                                                 | 18 de Fevereiro de 2010 |
| 149 | "Separação" Transliteração: "Betsuri" (em japonês: 別離)                                                                              | 25 de Fevereiro de 2010 |
| 150 | "Jutsu Probido Liberado" Transliteração: "Kinjutsu Hatsudō" (em japonês: 禁術発動)                                                    | 4 de Março de 2010      |
| 151 | "Mestre e Aluno" Transliteração: "Shitei" (em japonês: 師弟)                                                                          | 11 de Março de 2010     |
| 152 | "Notícia Sombria" Transliteração: "Hihō" (em japonês: 悲報)                                                                           | 25 de Março de 2010     |
| 153 | "Seguindo a Sombra do Mestre" Transliteração: "Shi no Kage wo Otte" (em japonês: 師の影を追って)                                      | 25 de Março de 2010     |

| Topo da Página |
| -------------- |

## Sétima temporada
| N.º | Título no Brasil (Título original) | Exibição original      |
| --- | --- | ---------------------- |
| 154 | "Decodificação" Transliteração: "Angō Kaidoku" (em japonês: 暗号解読) | 8 de Abril de 2010     |
| 155 | "O Primeiro Desafio" Transliteração: "Daiichi no Kadai" (em japonês: 第一の課題)                                                                                                | 8 de Abril de 2010     |
| 156 | "Superando o Mestre" Transliteração: "Shi wo Koeru Toki" (em japonês: 師を超えるとき)                                                                                           | 15 de Abril de 2010    |
| 157 | "Ataque à Aldeia Oculta da Folha!" Transliteração: "Konoha Shūgeki!" (em japonês: 木ノ葉襲撃!)                                                                                  | 22 de Abril de 2010    |
| 158 | "O Poder de Acreditar" Transliteração: "Shinjiru no Chikara" (em japonês: 信じる力)                                                                                             | 29 de Abril de 2010    |
| 159 | "Pain versus Kakashi" Transliteração: "Pein VS Kakashi" (em japonês: ペインVSカカシ)                                                                                            | 6 de Maio de 2010      |
| 160 | "O Mistério de Pain" Transliteração: "Pein no Nazo" (em japonês: ペインの謎) | 13 de Maio de 2010     |
| 161 | "Sobrenome: Sarutobi! Nome: Konohamaru!" Transliteração: "Sei wa Sarutobi, Na wa Konohamaru!" (em japonês: 姓は猿飛、名は木ノ葉丸!)                                             | 20 de Maio de 2010     |
| 162 | "Pain para o Mundo" Transliteração: "Sekai ni Itami wo" (em japonês: 世界に痛みを)                                                                                              | 27 de Maio de 2010     |
| 163 | "Explosão! Modo Sábio" Transliteração: "Bakuhatsu! Sen'nin Mōdo" (em japonês: 爆発! 仙人モード)                                                                                 | 3 de Junho de 2010     |
| 164 | "Perigo! Limite do Modo Sábio Atingido" Transliteração: "Pinchi! Kieta Sen'nin Mōdo" (em japonês: 危機! 消えた仙人モード)                                                       | 10 de Junho de 2010    |
| 165 | "Nove Caudas Capturada!" Transliteração: "Kyūbi Hokaku Kanryō" (em japonês: 九尾捕獲完了)                                                                                       | 17 de Junho de 2010    |
| 166 | "Confissões" Transliteração: "Kokuhaku" (em japonês: 告白) | 24 de Junho de 2010    |
| 167 | "Devastação Planetária" Transliteração: "Chibaku Tensei" (em japonês: 地爆天星)                                                                                                 | 1 de Julho de 2010     |
| 168 | "Quarto Hokage" Transliteração: "Yondaime Hokage" (em japonês: 四代目火影) | 15 de Julho de 2010    |
| 169 | "Os Dois Discípulos" Transliteração: "Futari no Deshi" (em japonês: ふたりの弟子)                                                                                               | 22 de Julho de 2010    |
| 170 | "Grande Aventura! Em Busca do Legado do Quarto Hokage - Parte 1" Transliteração: "Daibōken! Yondaime no Isan wo Sagase - Zenpen" (em japonês: 大冒険! 四代目の遺産を探せ・前編) | 29 de Julho de 2010    |
| 171 | "Grande Aventura! Em Busca do Legado do Quarto Hokage - Parte 2" Transliteração: "Daibōken! Yondaime no Isan wo Sagase - Kōpen" (em japonês: 大冒険! 四代目の遺産を探せ・後編)  | 29 de Julho de 2010    |
| 172 | "Encontro" Transliteração: "Deai" (em japonês: 出逢い) | 5 de Agosto de 2010    |
| 173 | "A Origem de Pain" Transliteração: "Pein Tanjō" (em japonês: ペイン誕生) | 12 de Agosto de 2010   |
| 174 | "O Conto de Naruto Uzumaki" Transliteração: "Uzumaki Naruto Monogatari" (em japonês: うずまきナルト物語)                                                                        | 19 de Agosto de 2010   |
| 175 | "O Herói da Folha" Transliteração: "Konoha no Eiyū" (em japonês: 木ノ葉の英雄)                                                                                                  | 26 de Agosto de 2010   |
| 176 | "O Novo Instrutor, Iruka" Transliteração: "Shinmai Kyōshi Iruka" (em japonês: 新米教師イルカ)                                                                                   | 2 de Setembro de 2010  |
| 177 | "A Provação de Iruka" Transliteração: "Iruka no Shiren" (em japonês: イルカの試練)                                                                                              | 9 de Setembro de 2010  |
| 178 | "A Decisão de Iruka" Transliteração: "Iruka no Ketsui" (em japonês: イルカの決意)                                                                                               | 16 de Setembro de 2010 |
| 179 | "Kakashi Hatake, o Jounin Encarregado" Transliteração: "Tantō Jōnin Hatake Kakashi" (em japonês: 担当上忍はたけカカシ)                                                          | 30 de Setembro de 2010 |

| Topo da Página |
| -------------- |

## Oitava temporada
| N.º | Título no Brasil (Título original)                                                                                               | Exibição original       |
| --- | --- | ----------------------- |
| 180 | "A Coragem de Inari Colocada à Prova" Transliteração: "Inari, Tamesareru Yūki" (em japonês: イナリ、試される勇気)                | 7 de Outubro de 2010    |
| 181 | "A Escola de Vingança do Naruto" Transliteração: "Naruto, Adauchi Shinanjuku" (em japonês: ナルト、仇討ち指南塾)                 | 14 de Outubro de 2010   |
| 182 | "Os Laços de Gaara" Transliteração: "Gaara "Kizuna"" (em japonês: 我愛羅「絆」)                                                  | 21 de Outubro de 2010   |
| 183 | "Narutodemia!" Transliteração: "Naruto Autobureiku" (em japonês: ナルト・アウトブレイク)                                         | 28 de Outubro de 2010   |
| 184 | "Time Tenten em Missão!" Transliteração: "Shutsugeki! Tenten-han" (em japonês: 出撃! テンテン班)                                 | 4 de Novembro de 2010   |
| 185 | "Distrito Animal" Transliteração: "Animaru Bangaichi" (em japonês: アニマル番外地)                                               | 11 de Novembro de 2010  |
| 186 | "O Remédio da Juventude" Transliteração: "Ā, Seishun no Kanpōmaru" (em japonês: ああ、青春の漢方丸)                              | 18 de Novembro de 2010  |
| 187 | "O Mestre Corajoso e o Seu Discípulo, Treinamento" Transliteração: "Dokonjō Shitei Shugyōhen" (em japonês: ド根性師弟修業編)     | 25 de Novembro de 2010  |
| 188 | "Memórias de um Mestre Corajoso e o Seu Discípulo" Transliteração: "Dokonjō Shitei Ninpūroku" (em japonês: ド根性師弟忍風録)     | 25 de Novembro de 2010  |
| 189 | "Crônicas da Folha: a enciclopédia de patas de Sasuke" Transliteração: "Sasuke no Nikukyū Taizen" (em japonês: サスケの肉球大全) | 2 de Dezembro de 2010   |
| 190 | "Naruto e o Velho Soldado" Transliteração: "Naruto to Rōhei" (em japonês: ナルトと老兵)                                          | 9 de Dezembro de 2010   |
| 191 | "A Canção de Amor de Kakashi" Transliteração: "Kakashi Koiuta" (em japonês: カカシ恋歌)                                          | 16 de Dezembro de 2010  |
| 192 | "A História de Neji" Transliteração: "Neji Gaiden" (em japonês: ネジ外伝)                                                        | 23 de Dezembro de 2010  |
| 193 | "O homem que morreu duas vezes" Transliteração: "Nido Shinda Otoko" (em japonês: 二度死んだ男)                                   | 6 de Janeiro de 2011    |
| 194 | "A Pior Corrida de Três Pernas" Transliteração: "Saiaku no Nininsankyaku" (em japonês: 最悪の二人三脚)                           | 13 de Janeiro de 2011   |
| 195 | "O Trabalho em Equipe do Time 10" Transliteração: "Renkei, Daijippan" (em japonês: 連携、第十班)                                 | 20 de Janeiro de 2011   |
| 196 | "Vá para a Escuridão" Transliteração: "Yami e no Shissō" (em japonês: 闇への疾走)                                                | 27 de Janeiro de 2011   |
| 197 | "O sexto hokage Danzo" Transliteração: "Rokudaime Hokage Danzō" (em japonês: 六代目火影ダンゾウ)                                 | 10 de Fevereiro de 2011 |
| 198 | "Véspera da conferência dos cinco Kage" Transliteração: "Gokage Kaidan Zen'ya" (em japonês: 五影会談前夜)                        | 10 de Fevereiro de 2011 |
| 199 | "Que entrem os cinco kage!" Transliteração: "Gokage Tōjō!" (em japonês: 五影登場!)                                               | 17 de Fevereiro de 2011 |
| 200 | "O pedido de Naruto" Transliteração: "Naruto no Kongan" (em japonês: ナルトの嘆願)                                               | 24 de Fevereiro de 2011 |
| 201 | "Decisão dolorosa" Transliteração: "Kujū no Ketsudan" (em japonês: 苦渋の決断)                                                   | 3 de Março de 2011      |
| 202 | "Raio ágil" Transliteração: "Hashiru Ikazuchi" (em japonês: 疾走る雷)                                                            | 10 de Março de 2011     |
| 203 | "O jeito ninja de Sasuke" Transliteração: "Sasuke no Nindō" (em japonês: サスケの忍道)                                           | 17 de Março de 2011     |
| 204 | "O poder dos cinco Kage" Transliteração: "Gokage no Chikara" (em japonês: 五影の実力)                                            | 24 de Março de 2011     |
| 205 | "Guerra declarada" Transliteração: "Sensen Fukoku" (em japonês: 宣戦布告)                                                        | 31 de Março de 2011     |

| Topo da Página |
| -------------- |

## Nona temporada
| N.º | Título no Brasil (Título original) | Exibição original      |
| --- | --- | ---------------------- |
| 206 | "Os sentimentos de Sakura" Transliteração: "Sakura no Omoi" (em japonês: サクラの想い)                                                         | 7 de Abril de 2011     |
| 207 | "Besta de cauda contra besta sem cauda" Transliteração: "Bijū VS O no nai Bijū" (em japonês: 尾獣VS尾のない尾獣)                               | 14 de Abril de 2011    |
| 208 | "Como um amigo" Transliteração: "Tomo to Shite" (em japonês: 親友として)                                                                       | 21 de Abril de 2011    |
| 209 | "O braço direito de Danzo" Transliteração: "Danzō no Migiude" (em japonês: ダンゾウの右腕)                                                     | 28 de Abril de 2011    |
| 210 | "O jutsu visual proibido" Transliteração: "Kinjirareta Dōjutsu" (em japonês: 禁じられた瞳術)                                                   | 5 de Maio de 2011      |
| 211 | "Danzo Shimura" Transliteração: "Shimura Danzō" (em japonês: 志村ダンゾウ)                                                                     | 12 de Maio de 2011     |
| 212 | "A determinação de Sakura" Transliteração: "Sakura no Kakugo" (em japonês: サクラの覚悟)                                                       | 19 de Maio de 2011     |
| 213 | "Laços desfeitos" Transliteração: "Ushinawareta Kizuna" (em japonês: 失われた絆)                                                               | 26 de Maio de 2011     |
| 214 | "O fardo" Transliteração: "Seōbeki Omoni" (em japonês: 背負うべき重荷)                                                                         | 2 de Junho de 2011     |
| 215 | "Dois destinos" Transliteração: "Shukumei no Futari" (em japonês: 宿命のふたり)                                                                | 9 de Junho de 2011     |
| 216 | "Ninjas de alto nível" Transliteração: "Ichiryū no Shinobi" (em japonês: 一流の忍)                                                             | 16 de Junho de 2011    |
| 217 | "Infiltrado" Transliteração: "Sen'nyū-sha" (em japonês: 潜入者)                                                                                | 23 de Junho de 2011    |
| 218 | "As cinco grandes nações se mobilizam" Transliteração: "Ugokidasu Taikoku" (em japonês: 動き出す大国)                                          | 30 de Junho de 2011    |
| 219 | "Kakashi Hatake, o hokage" Transliteração: "Hokage Hatake Kakashi" (em japonês: 火影はたけカカシ)                                              | 7 de Julho de 2011     |
| 220 | "A profecia do Grande Lorde Ancião" Transliteração: "Ōgama Sen'nin no Yogen" (em japonês: 大ガマ仙人の予言)                                    | 21 de Julho de 2011    |
| 221 | "Armazenamento" Transliteração: "Kurairi" (em japonês: 蔵入り)                                                                                 | 28 de Julho de 2011    |
| 222 | "A decisão dos cinco kages" Transliteração: "Gokage no Ketsudan" (em japonês: 五影の決断)                                                      | 28 de Julho de 2011    |
| 223 | "O jovem e o mar" Transliteração: "Seinen to Umi" (em japonês: 青年と海)                                                                       | 4 de Agosto de 2011    |
| 224 | "O ninja de Benisu" Transliteração: "Benisu no Shōnin" (em japonês: 紅州の商忍)                                                                | 11 de Agosto de 2011   |
| 225 | "O navio fantasma" Transliteração: "Norowareta Yūreisen" (em japonês: 呪われた幽霊船)                                                          | 18 de Agosto de 2011   |
| 226 | "A ilha do navio de guerra" Transliteração: "Senkan no Shima" (em japonês: 戦艦の島)                                                           | 25 de Agosto de 2011   |
| 227 | "A ilha esquecida" Transliteração: "Bōkyaku no Shima" (em japonês: 忘却の島)                                                                   | 1 de Setembro de 2011  |
| 228 | "Lute, Rock Lee!" Transliteração: "Tatakae Rokku Rī!" (em japonês: 闘えロック・リー!)                                                          | 8 de Setembro de 2011  |
| 229 | "Coma ou morra! Cogumelos do inferno!" Transliteração: "Kū ka Kuwareru ka! Odoru Kinoko Jigoku" (em japonês: 食うか食われるか! 踊るキノコ地獄) | 22 de Setembro de 2011 |
| 230 | "A revolta dos clones" Transliteração: "Kage no Gyakushū" (em japonês: 影の逆襲)                                                               | 29 de Setembro de 2011 |

| Topo da Página |
| -------------- |

## Décima temporada
| N.º | Título no Brasil (Título original) | Exibição original       |
| --- | --- | ----------------------- |
| 231 | "A rota fechada" Transliteração: "Tozasareta Kōro" (em japonês: 閉ざされた航路)                                                                      | 6 de Outubro de 2011    |
| 232 | "As meninas se reúnem" Transliteração: "Konoha no Joshikai" (em japonês: 木ノ葉の女子会)                                                             | 13 de Outubro de 2011   |
| 233 | "O Naruto impostor" Transliteração: "Sanjō, Uso? Naruto" (em japonês: 参上、偽? ナルト)                                                              | 20 de Outubro de 2011   |
| 234 | "O aluno favorito de Naruto" Transliteração: "Naruto no Manadeshi" (em japonês: ナルトの愛弟子)                                                      | 27 de Outubro de 2011   |
| 235 | "A ninja da aldeia Nadeshiko" Transliteração: "Nadeshiko no Kunoichi" (em japonês: 撫子のくノ一)                                                     | 3 de Novembro de 2011   |
| 236 | "Amigos em quem confiar" Transliteração: "Nakama no Senaka" (em japonês: 仲間の背中)                                                                 | 10 de Novembro de 2011  |
| 237 | "Ah, minha heroína Tsunade!" Transliteração: "Aa, Akogare no Tsunade-sama" (em japonês: ああ、憧れの綱手様)                                          | 24 de Novembro de 2011  |
| 238 | "O dia de folga do Sai" Transliteração: "Sai no Kyūsoku" (em japonês: サイの休息)                                                                    | 1 de Dezembro de 2011   |
| 239 | "O lendário Ino-Shika-Cho" Transliteração: "Densetsu no Ino-Shika-Chō" (em japonês: 伝説の猪鹿蝶)                                                    | 8 de Dezembro de 2011   |
| 240 | "A determinação de Kiba" Transliteração: "Kiba no Ketsui" (em japonês: キバの決意)                                                                   | 15 de Dezembro de 2011  |
| 241 | "Kakashi, meu eterno rival!" Transliteração: "Kakashi, Eien no Raibaru yo" (em japonês: カカシ、我が永遠のライバルよ)                                | 22 de Dezembro de 2011  |
| 242 | "O voto de Naruto" Transliteração: "Naruto no Chikau" (em japonês: ナルトの誓い)                                                                     | 28 de Dezembro de 2011  |
| 243 | "Terra à vista! Será essa a ilha paradisíaca?" Transliteração: "Jōriku! Rakuen no Shima?" (em japonês: 上陸! 楽園の島?)                              | 5 de Janeiro de 2012    |
| 244 | "Killer Bee e Motoi" Transliteração: "Kirā Bī to Motoi" (em japonês: キラービーとモトイ)                                                             | 12 de Janeiro de 2012   |
| 245 | "Próximo desafio! Naruto versus Nove Caudas" Transliteração: "Saranaru Shiren! Naruto VS Kyūbi!!" (em japonês: さらなる試練! ナルトVS九尾!!)         | 19 de Janeiro de 2012   |
| 246 | "O Brilho Laranja" Transliteração: "Orenji-iro no Kagayaki" (em japonês: オレンジ色の輝き)                                                           | 26 de Janeiro de 2012   |
| 247 | "Alvo: o Nove Caudas" Transliteração: "Nerawareta Kyūbi" (em japonês: 狙われた九尾)                                                                  | 2 de Fevereiro de 2012  |
| 248 | "A Batalha Mortal do Quarto!!" Transliteração: "Yondaime no Shitō!!" (em japonês: 四代目の死闘!!)                                                    | 9 de Fevereiro de 2012  |
| 249 | ""Obrigada"" Transliteração: ""Arigatō"" (em japonês: 「ありがとう」)                                                                                | 9 de Fevereiro de 2012  |
| 250 | "Batalha no paraíso! Besta Esquisita versus O Monstro!" Transliteração: "Chinjū VS Kaijin! Rakuen no Tatakai!" (em japonês: 珍獣VS怪人! 楽園の戦い!) | 16 de Fevereiro de 2012 |
| 251 | "O Homem Conhecido como Kisame" Transliteração: "Kisame to Iu Otoko" (em japonês: 鬼鮫という男)                                                      | 23 de Fevereiro de 2012 |
| 252 | "O anjo que traz a morte" Transliteração: "Shi e Izanau Tenshi" (em japonês: 死へいざなう天使)                                                       | 1 de Março de 2012      |
| 253 | "A Ponte para a Paz" Transliteração: "Heiwa e no Kakehashi" (em japonês: 平和への架け橋)                                                             | 8 de Março de 2012      |
| 254 | "Missão Rank-S Ultra Secreta" Transliteração: "Doesu-kyū Gokuhi Ninmu" (em japonês: ドS級極秘任務)                                                   | 15 de Março de 2012     |
| 255 | "O Retorno do Artista" Transliteração: "Geijutsuka Futatabi" (em japonês: 芸術家再び)                                                                | 22 de Março de 2012     |
| 256 | "Reúnam-se! Forças Aliadas Shinobi!" Transliteração: "Shūketsu! Shinobi Rengōgun!" (em japonês: 集結! 忍連合軍!)                                     | 29 de Março de 2012     |

| Topo da Página |
| -------------- |

## Décima Primeira temporada
| N.º | Título no Brasil (Título original)                                                                                       | Exibição original      |
| --- | --- | ---------------------- |
| 257 | "Encontro" Transliteração: "Deai" (em japonês: 出会い)                                                                   | 5 de Abril de 2012     |
| 258 | "Rivais" Transliteração: "Raibaru" (em japonês: ライバル)                                                                | 12 de Abril de 2012    |
| 259 | "Rachaduras" Transliteração: "Kiretsu" (em japonês: 亀裂)                                                                | 19 de Abril de 2012    |
| 260 | "Separação" Transliteração: "Ribetsu" (em japonês: 離別)                                                                 | 26 de Abril de 2012    |
| 261 | "Pelo Meu Amigo" Transliteração: "Tomo no Tame ni" (em japonês: 友のために)                                              | 3 de Maio de 2012      |
| 262 | "Começa a Guerra!" Transliteração: "Kaisen!" (em japonês: 開戦!)                                                         | 10 de Maio de 2012     |
| 263 | "Sai e Shin" Transliteração: "Sai to Shin" (em japonês: サイとシン)                                                      | 17 de Maio de 2012     |
| 264 | "Os Segredos do jutsu de Reanimação" Transliteração: "Edo Tensei no Himitsu" (em japonês: 穢土転生の秘密)                | 24 de Maio de 2012     |
| 265 | "O Retorno de um Antigo Inimigo" Transliteração: "Shukuteki to no Saikai" (em japonês: 宿敵との再会)                     | 31 de Maio de 2012     |
| 266 | "O Primeiro e o Último Adversário" Transliteração: "Saisho no Teki, Saigo no Teki" (em japonês: 最初の敵、最後の敵)      | 7 de Junho de 2012     |
| 267 | "O Brilhante Conselheiro Estrategista da folha" Transliteração: "Konoha no Tensai Gunshi" (em japonês: 木ノ葉の天才軍師) | 21 de Junho de 2012    |
| 268 | "Campo de Batalha!" Transliteração: "Sorezore no Gekisen!!" (em japonês: それぞれの激戦!!)                               | 28 de Junho de 2012    |
| 269 | "Palavras Proibidas" Transliteração: "Enu Jī Wādo" (em japonês: NGワード)                                                | 5 de Julho de 2012     |
| 270 | "Laços Dourados" Transliteração: "Konjiki no Kizuna" (em japonês: 金色の絆)                                              | 19 de Julho de 2012    |
| 271 | "O Caminho de Sakura" (em japonês: ROAD TO SAKURA)                                                                       | 26 de Julho de 2012    |
| 272 | "Mifune versus Hanzou" Transliteração: "Mifune vs Hanzō" (em japonês: ミフネVS半蔵)                                      | 2 de Agosto de 2012    |
| 273 | "A Verdadeira Gentileza" Transliteração: "Hontō no Yasashisa" (em japonês: 本当の優しさ)                                 | 9 de Agosto de 2012    |
| 274 | "A Formação Ino-Shika-Cho Completa!!" Transliteração: "Kanpekina Ino-Shika-Chō!!" (em japonês: 完璧な猪鹿蝶!!)           | 9 de Agosto de 2012    |
| 275 | "Uma Mensagem do Coração" Transliteração: "Kokoro no Naka no Tegami" (em japonês: 心の中の手紙)                          | 16 de Agosto de 2012   |
| 276 | "O Ataque da Estátua Gedo" Transliteração: "Gedō Mazō no Shūrai" (em japonês: 外道魔像の襲来)                            | 23 de Agosto de 2012   |
| 277 | "Sinal uníssono" Transliteração: "Wakai no In" (em japonês: 和解の印)                                                    | 30 de Agosto de 2012   |
| 278 | "Ninjas Médicos em Perigo" Transliteração: "Nerawareta Iryō Ninja" (em japonês: 狙われた医療忍者)                        | 6 de Setembro de 2012  |
| 279 | "A Armadilha do Zetsu Branco" Transliteração: "Shiro Zetsu no Torappu" (em japonês: 白ゼツの罠)                          | 13 de Setembro de 2012 |
| 280 | "A Estética do Artista" Transliteração: "Geijutsuka no bigaku" (em japonês: 芸術家の美学)                                | 20 de Setembro de 2012 |
| 281 | "Aliança Materna!!" Transliteração: "Kāchan Rengō-gun!!" (em japonês: 母ちゃん連合軍!!)                                  | 27 de Setembro de 2012 |

| Topo da Página |
| -------------- |

## Décima Segunda temporada
| N.º | Título no Brasil (Título original) | Exibição original       |
| --- | --- | ----------------------- |
| 282 | "História Secreta: A Dupla Mais Forte!!" Transliteração: "Hiwa: Saikyō Taggu!!" (em japonês: 秘話・最強タッグ!!)                                 | 4 de Outubro de 2012    |
| 283 | "Dois Sóis!!" Transliteração: "Futatsu no Taiyō!!" (em japonês: 二つの太陽!!)                                                                    | 11 de Outubro de 2012   |
| 284 | "O Destruidor de Elmos: Akebino Jinin!" Transliteração: "Kabutowari! Akebino Jinin" (em japonês: 兜割! 通草野餌人)                               | 18 de Outubro de 2012   |
| 285 | "Usuária do Estilo Calor! Pakura da Areia Oculta" Transliteração: "Shakuton Tsukai! Sunagakure no Pakura" (em japonês: 灼遁使い! 砂隠れのパクラ) | 25 de Outubro de 2012   |
| 286 | "Aquilo que Não se Pode Recuperar" Transliteração: "Torimodosenai Mono" (em japonês: 取り戻せないもの)                                           | 1 de Novembro de 2012   |
| 287 | "Alguém em Que se Pode Apostar" Transliteração: "Kakeru ni Ataisuru Mono" (em japonês: 賭けるに値する者)                                         | 1 de Novembro de 2012   |
| 288 | "Perigo, o Combo Jinpachi e Kushimaru!!" Transliteração: "Kyōi, Jinpachi - Kushimaru Konbi!!" (em japonês: 脅威、甚八・串丸コンビ!!)             | 8 de Novembro de 2012   |
| 289 | "Espada Relâmpago!! Ameyuri Ringo" Transliteração: "Raiken!! Ringo Ameyuri" (em japonês: 雷刀!! 林檎雨由利)                                      | 15 de Novembro de 2012  |
| 290 | "Poder - Episódio 1" (em japonês: 力 episode1)                                                                                                   | 22 de Novembro de 2012  |
| 291 | "Poder - Episódio 2" (em japonês: 力 episode2)                                                                                                   | 29 de Novembro de 2012  |
| 292 | "Poder - Episódio 3" (em japonês: 力 episode3)                                                                                                   | 6 de Dezembro de 2012   |
| 293 | "Poder - Episódio 4" (em japonês: 力 episode4)                                                                                                   | 13 de Dezembro de 2012  |
| 294 | "Poder - Episódio 5" (em japonês: 力 episode5)                                                                                                   | 20 de Dezembro de 2012  |
| 295 | "Poder - Episódio Final" (em japonês: 力 episode Final)                                                                                          | 10 de Janeiro de 2013   |
| 296 | "Naruto Entra na Batalha!" Transliteração: "Naruto, Sansen!!" (em japonês: ナルト、参戦!!)                                                       | 17 de Janeiro de 2013   |
| 297 | "A esperança de um pai, o amor de uma mãe" Transliteração: "Chichi no Omoi, Haha no Ai" (em japonês: 父の想い、母の愛)                           | 24 de Janeiro de 2013   |
| 298 | "Contato! Naruto contra Itachi" Transliteração: "Tsuini Sesshoku!! Naruto VS Itachi" (em japonês: ついに接触!! ナルトVSイタチ)                   | 31 de Janeiro de 2013   |
| 299 | "O reconhecido" Transliteração: "Mitomerareshi Mono" (em japonês: 認められし者)                                                                  | 7 de Fevereiro de 2013  |
| 300 | "O Mizukage, o molusco gigante e a miragem" Transliteração: "Mizukage to Ōhamaguri to Shinkirō" (em japonês: 水影と蜃と蜃気楼)                   | 14 de Fevereiro de 2013 |
| 301 | "Paradoxo" Transliteração: "Mujun" (em japonês: 矛盾)                                                                                            | 21 de Fevereiro de 2013 |
| 302 | "Terror: o demônio do vapor" Transliteração: "Kyofu: Joki Boi" (em japonês: 恐怖・蒸危暴威)                                                      | 28 de Fevereiro de 2013 |
| 303 | "Fantasmas do Passado" Transliteração: "Kako no Borei" (em japonês: 過去の亡霊)                                                                  | 7 de Março de 2013      |
| 304 | "O jutsu de viagem ao submundo" Transliteração: "Yomi Tenshin no Jutsu" (em japonês: 黄泉転身の術)                                               | 14 de Março de 2013     |
| 305 | "Os vingativos" Transliteração: "Fukushūsha" (em japonês: 復讐者)                                                                                | 21 de Março de 2013     |
| 306 | "O Olho do Coração" Transliteração: "Kokoro no Me" (em japonês: 心の目)                                                                          | 28 de Março de 2013     |

| Topo da Página |
| -------------- |

## Décima Terceira temporada
| N.º | Título no Brasil (Título original) | Exibição original      |
| --- | --- | ---------------------- |
| 307 | "Desaparecendo no Luar" Transliteração: "Gekkō ni Kiyu" (em japonês: 月光に消ゆ)                                                           | 4 de Abril de 2013     |
| 308 | "A Noite de Lua Crescente" Transliteração: "Mikazuki no Yoru" (em japonês: 三日月の夜)                                                     | 11 de Abril de 2013    |
| 309 | "A missão Rank-A: batalha de comida" Transliteração: "A-Ranku Ninmu: Gozen Jiai" (em japonês: A級任務・御膳試合)                           | 18 de Abril de 2013    |
| 310 | "O castelo decaído" Transliteração: "Rakujō" (em japonês: 落城)                                                                            | 25 de Abril de 2013    |
| 311 | "Prólogo do caminho do ninja" (em japonês: PROLOGUE OF ROAD TO NINJA)                                                                      | 2 de Maio de 2013      |
| 312 | "O velho mestre e o olho do dragão" Transliteração: "Rōjin to Ryū no Me" (em japonês: 老人と龍の目)                                        | 9 de Maio de 2013      |
| 313 | "Chuva seguida por neve, com alguns relâmpagos" Transliteração: "Ame Nochi Yuki, Tokidoki Kaminari" (em japonês: 雨のち雪、ときどき雷)     | 16 de Maio de 2013     |
| 314 | "O banho de sol triste" Transliteração: "Kanashī Tenkiame" (em japonês: 悲しい天気雨)                                                      | 23 de Maio de 2013     |
| 315 | "Vagarosa neve" Transliteração: "Nagoriyuki" (em japonês: 名残雪)                                                                          | 30 de Maio de 2013     |
| 316 | "As forças aliadas reanimadas" Transliteração: "Edo Tensei Rengōgun!!" (em japonês: 穢土転生連合軍!!)                                      | 6 de Junho de 2013     |
| 317 | "Shino versus Torune!" Transliteração: "Shino VS Torune!!" (em japonês: シノVSトルネ!!)                                                    | 13 de Junho de 2013    |
| 318 | "Um buraco no coração: o outro Jinchuriki" Transliteração: "Kokoro no Ana - Mō Hitori no Jinchūriki" (em japonês: 心の穴 もう一人の人柱力) | 20 de Junho de 2013    |
| 319 | "A alma que habita a marionete" Transliteração: "Kugutsu ni Yadoru Tamashī" (em japonês: 傀儡に宿る魂)                                     | 27 de Junho de 2013    |
| 320 | "Corra, Omoi!" Transliteração: "Hashire Omoi" (em japonês: 走れオモイ)                                                                     | 4 de Julho de 2013     |
| 321 | "Reforços chegam" Transliteração: "Zoen Tōchaku" (em japonês: 増援到着)                                                                    | 18 de Julho de 2013    |
| 322 | "Madara Uchiha" Transliteração: "Uchiha Madara" (em japonês: うちはマダラ)                                                                 | 25 de Julho de 2013    |
| 323 | "Os cinco Kage se reúnem" Transliteração: "Gokage Shūketsu...!!" (em japonês: 五影集結…!!)                                                 | 1 de Agosto de 2013    |
| 324 | "A máscara inquebrável e a bolha" Transliteração: "Warenai Kamen - Wareta Shabondama" (em japonês: 割れない仮面・割れたシャボン玉)         | 8 de Agosto de 2013    |
| 325 | "Jinchūriki versus Jinchūriki!!" Transliteração: "Jinchūriki VS Jinchūriki!!" (em japonês: 人柱力VS人柱力!!)                               | 15 de Agosto de 2013   |
| 326 | "Quatro Caudas, o rei dos macacos sábios" Transliteração: "Yonbi: Sen'en no Ō" (em japonês: 四尾・仙猿の王)                                | 22 de Agosto de 2013   |
| 327 | "Nove Caudas" Transliteração: "Kyūbi" (em japonês: 九尾)                                                                                   | 29 de Agosto de 2013   |
| 328 | "Kurama" Transliteração: "Kurama" (em japonês: 九喇嘛)                                                                                     | 29 de Agosto de 2013   |
| 329 | "Equipe de dois" Transliteração: "Tsū Man Seru" (em japonês: ツーマンセル)                                                                 | 5 de Setembro de 2013  |
| 330 | "Promessa de Vitória" Transliteração: "Shōri e no Yogen" (em japonês: 勝利への予言)                                                        | 12 de Setembro de 2013 |
| 331 | "Os olhos que enxergam na escuridão" Transliteração: "Yami wo Miru Me" (em japonês: 闇を見る眼)                                            | 19 de Setembro de 2013 |
| 332 | "Vontade da Pedra" Transliteração: "Ishi no Ishi" (em japonês: 石の意志)                                                                   | 26 de Setembro de 2013 |

| Topo da Página |
| -------------- |

## Décima Quarta temporada
| N.º | Título no Brasil (Título original)                                                                                | Exibição original       |
| --- | --- | ----------------------- |
| 333 | "Os riscos do Jutsu de Reanimação" Transliteração: "Edo Tensei no Risuku" (em japonês: 穢土転生のリスク)          | 3 de Outubro de 2013    |
| 334 | "Time de irmãos" Transliteração: "Kyōdai, Taggu!!" (em japonês: 兄弟、共闘!!)                                     | 10 de Outubro de 2013   |
| 335 | "A Folha de Cada Um" Transliteração: "Tagai no Konoha" (em japonês: 互いの木ノ葉)                                 | 24 de Outubro de 2013   |
| 336 | "Kabuto Yakushi" Transliteração: "Yakushi Kabuto" (em japonês: 薬師カブト)                                        | 31 de Outubro de 2013   |
| 337 | "Izanami ativado" Transliteração: "Hatsudō: Izanami" (em japonês: 発動・イザナミ)                                 | 7 de Novembro de 2013   |
| 338 | "Izanagi e Izanami" Transliteração: "Izanagi to Izanami" (em japonês: イザナギとイザナミ)                         | 14 de Novembro de 2013  |
| 339 | "Eu Sempre Vou Te Amar" Transliteração: "Omae wo Zutto Aishiteiru" (em japonês: お前をずっと愛している)           | 21 de Novembro de 2013  |
| 340 | "Jutsu de Reanimação: liberar!" Transliteração: "Edo Tensei: Kai" (em japonês: 穢土転生・解)                      | 28 de Novembro de 2013  |
| 341 | "O retorno de Orochimaru" Transliteração: "Fukkatsu!! Orochimaru" (em japonês: 復活!! 大蛇丸)                     | 5 de Dezembro de 2013   |
| 342 | "O segredo da técnica de transporte" Transliteração: "Jikūkan Ninjutsu no Himitsu" (em japonês: 時空間忍術の秘密) | 12 de Dezembro de 2013  |
| 343 | "Quem é você?" Transliteração: "Temē wa Dare da!!" (em japonês: てめーは誰だ!!)                                   | 19 de Dezembro de 2013  |
| 344 | "Obito e Madara" Transliteração: "Obito to Madara" (em japonês: オビトとマダラ)                                   | 9 de Janeiro de 2014    |
| 345 | "Estou no inferno!" Transliteração: "Ore wa Jigoku ni Iru" (em japonês: オレは地獄に居る)                         | 16 de Janeiro de 2014   |
| 346 | "Mundo dos sonhos" Transliteração: "Yume no Sekai" (em japonês: 夢の世界)                                         | 23 de Janeiro de 2014   |
| 347 | "Sombras arrepiantes" Transliteração: "Shinobiyoru Kage" (em japonês: 忍び寄る影)                                 | 23 de Janeiro de 2014   |
| 348 | "A nova Akatsuki" Transliteração: "Shinsei: "Akatsuki"" (em japonês: 新生・“暁”)                                  | 30 de Janeiro de 2014   |
| 349 | "Uma Máscara que Esconde o Coração" Transliteração: "Kokoro wo Kakusu Men" (em japonês: 心を隠す面)               | 6 de Fevereiro de 2014  |
| 350 | "A Morte de Minato" Transliteração: "Minato no Shi" (em japonês: ミナトの死)                                      | 13 de Fevereiro de 2014 |
| 351 | "As Células do Hashirama" Transliteração: "Hashirama Saibō" (em japonês: 柱間細胞)                                | 20 de Fevereiro de 2014 |
| 352 | "O Ninja patife,Orochimaru" Transliteração: "Nukenin: Orochimaru" (em japonês: 抜け忍・大蛇丸)                    | 27 de Fevereiro de 2014 |
| 353 | "A Cobaia do Orochimaru" Transliteração: "Orochimaru no Jikkentai" (em japonês: 大蛇丸の実験体)                   | 6 de Março de 2014      |
| 354 | "Seus próprios caminhos" Transliteração: "Sorezore no Michi" (em japonês: それぞれの道)                           | 6 de Março de 2014      |
| 355 | "O Alvo, Sharingan" Transliteração: "Nerawareta Sharingan" (em japonês: 狙われた写輪眼)                           | 13 de Março de 2014     |
| 356 | "Um Shinobi da Folha" Transliteração: "Konoha no Shinobi" (em japonês: 木ノ葉の忍)                                | 20 de Março de 2014     |

| Topo da Página |
| -------------- |

## Décima Quinta temporada
| N.º | Título no Brasil (Título original)                                                                    | Exibição original      |
| --- | --- | ---------------------- |
| 357 | "Um ANBU chiha" Transliteração: "Anbu no Uchiha" (em japonês: 暗部のうちは)                           | 3 de Abril de 2014     |
| 358 | "Golpe de Estado" Transliteração: "Kūdetā" (em japonês: クーデター)                                   | 10 de Abril de 2014    |
| 359 | "A Noite da Tragédia" Transliteração: "Sangeki no Yoru" (em japonês: 惨劇の夜)                        | 17 de Abril de 2014    |
| 360 | "Líder Jonin" Transliteração: "Tantō Jōnin" (em japonês: 担当上忍)                                    | 24 de Abril de 2014    |
| 361 | "Equipe Sete" Transliteração: "Dainanahan" (em japonês: 第七班)                                       | 8 de Maio de 2014      |
| 362 | "A Decisão de Kakashi" Transliteração: "Kakashi no Ketsui" (em japonês: カカシの決意)                 | 15 de Maio de 2014     |
| 363 | "Jutsu da Aliança Shinobi!" Transliteração: "Shinobi Rengōgun no Jutsu!" (em japonês: 忍連合軍の術!)  | 22 de Maio de 2014     |
| 364 | "Aqueles Conectados" Transliteração: "Tsunagareru Mono" (em japonês: 繋がれるもの)                    | 5 de Junho de 2014     |
| 365 | "Aqueles que Dançam nas Sombras" Transliteração: "Shinobimau Mono-Tachi" (em japonês: 忍び舞う者たち) | 12 de Junho de 2014    |
| 366 | "Aqueles que Tudo Sabem" Transliteração: "Subete wo Shiru Mono-tachi" (em japonês: 全てを知る者たち)  | 19 de Junho de 2014    |
| 367 | "Hashirama e Madara" Transliteração: "Hashirama to Madara" (em japonês: 柱間とマダラ)                 | 3 de Julho de 2014     |
| 368 | "Era da Guerra Entre Nações" Transliteração: "Sengoku Jidai" (em japonês: 戦国時代)                   | 10 de Julho de 2014    |
| 369 | "O Sonho Verdadeiro" Transliteração: "Hontō no Yume" (em japonês: 本当の夢)                           | 24 de Julho de 2014    |
| 370 | "A Resposta de Sasuke" Transliteração: "Sasuke no Kotae" (em japonês: サスケの答え)                   | 31 de Julho de 2014    |
| 371 | "Buraco" Transliteração: "Kazaana" (em japonês: 風穴)                                                 | 7 de Agosto de 2014    |
| 372 | "Algo que Preenche" Transliteração: "Umeru Mono" (em japonês: 埋めるもの)                             | 14 de Agosto de 2014   |
| 373 | "Time Sete, Reunido!!" Transliteração: "Dainanahan, Shūketsu!!" (em japonês: 第七班、集結!!)          | 21 de Agosto de 2014   |
| 374 | "O Novo Trio Sem Saída" Transliteração: "Aratanaru Sansukumi" (em japonês: 新たなる三竦み)            | 28 de Agosto de 2014   |
| 375 | "Kakashi VS Obito" Transliteração: "Kakashi VS Obito" (em japonês: カカシVSオビト)                    | 4 de Setembro de 2014  |
| 376 | "Instruções Para Capturar a Kyubi" Transliteração: "Kyūbi Gōdatsu Shirei" (em japonês: 九尾強奪指令)  | 11 de Setembro de 2014 |
| 377 | "Naruto Contra Robô Naruto" Transliteração: "Naruto tai Meka Naruto" (em japonês: ナルト対メカナルト) | 11 de Setembro de 2014 |
| 378 | "O Jinchuriki do Jubi" Transliteração: "Jūbi no Jinchūriki" (em japonês: 十尾の人柱力)                | 18 de Setembro de 2014 |
| 379 | "Abertura" Transliteração: "Toppakō" (em japonês: 突破口)                                             | 25 de Setembro de 2014 |

| Topo da Página |
| -------------- |

## Décima Sexta temporada
| N.º | Título no Brasil (Título original)                                                                                 | Exibição original       |
| --- | --- | ----------------------- |
| 380 | "O Dia em Que Naruto Nasceu" Transliteração: "Naruto ga Umareta Hi" (em japonês: ナルトが生まれた日)               | 2 de Outubro de 2014    |
| 381 | "Árvore Divina" Transliteração: "Shinju" (em japonês: 神樹)                                                        | 9 de Outubro de 2014    |
| 382 | "O Sonho do Shinobi" Transliteração: "Shinobi no Yume" (em japonês: 忍の夢)                                        | 16 de Outubro de 2014   |
| 383 | "Perseguindo a Esperança" Transliteração: "Saki wo Ou" (em japonês: 希望を追う)                                    | 23 de Outubro de 2014   |
| 384 | "Coração Preenchido de Amigos" Transliteração: "Nakama de Michita Kokoro" (em japonês: 仲間で満ちた心)             | 30 de Outubro de 2014   |
| 385 | "Uchiha Obito" Transliteração: "Uchiha Obito" (em japonês: うちはオビト)                                           | 6 de Novembro de 2014   |
| 386 | "Sempre Estarei te Observando" Transliteração: "Chanto Miteru" (em japonês: ちゃんと見てる)                        | 13 de Novembro de 2014  |
| 387 | "A Promessa Cumprida" Transliteração: "Mamorareta Yakusoku" (em japonês: 守られた約束)                             | 20 de Novembro de 2014  |
| 388 | "Meu Primeiro Amigo" Transliteração: "Saisho no Tomo" (em japonês: 最初の友)                                       | 27 de Novembro de 2014  |
| 389 | "Minha Adorada Irmãzona" Transliteração: "Akogare no Nē-sama" (em japonês: 憧れの姉さま)                           | 4 de Dezembro de 2014   |
| 390 | "A Decisão de Hanabi" Transliteração: "Hanabi no Ketsui" (em japonês: ハナビの決意)                                | 4 de Dezembro de 2014   |
| 391 | "Uchiha Madara, Ascensão" Transliteração: "Uchiha Madara, Tatsu" (em japonês: うちはマダラ、立つ)                  | 11 de Dezembro de 2014  |
| 392 | "Coração Escondido" Transliteração: "Ura no Kokoro" (em japonês: 裏の心)                                           | 18 de Dezembro de 2014  |
| 393 | "Um Verdadeiro Fim" Transliteração: "Hontō no Owari" (em japonês: 本当の終わり)                                    | 25 de Dezembro de 2014  |
| 394 | "Novo Exame Chunin" Transliteração: "Aratanaru Chūnin Shiken" (em japonês: 新たなる中忍試験)                       | 8 de Janeiro de 2015    |
| 395 | "Exames Chunin, Começa!" Transliteração: "Chūnin Shiken, Kaishi!" (em japonês: 中忍試験、開始!)                    | 15 de Janeiro de 2015   |
| 396 | "As Três Questões" Transliteração: "Mittsu no Mondai" (em japonês: 三つの問題)                                     | 22 de Janeiro de 2015   |
| 397 | "Aquele Digno de Ser Líder" Transliteração: "Rīdā ni Fusawashī Mono" (em japonês: リーダーに相応しい者)            | 29 de Janeiro de 2015   |
| 398 | "O Segundo Exame, Véspera" Transliteração: "Niji Shiken, Zen'ya" (em japonês: 二次試験、前夜)                      | 5 de Fevereiro de 2015  |
| 399 | "Sobrevivência no Deserto Infernal" Transliteração: "Ma no Sabaku no Sabaibaru" (em japonês: 魔の砂漠のサバイバル) | 12 de Fevereiro de 2015 |
| 400 | "Como um Usuário de Taijutsu..." Transliteração: "Taijutsu Tsukai to Shite..." (em japonês: 体術使いとして…)       | 19 de Fevereiro de 2015 |
| 401 | "Aquele que Domina" Transliteração: "Kimeshi Mono" (em japonês: 極めし者)                                          | 26 de Fevereiro de 2015 |
| 402 | "Fuga VS Perseguição" Transliteração: "Tōsō VS Tsuigeki" (em japonês: 逃走VS追跡)                                  | 5 de Março de 2015      |
| 403 | "Coragem Inabalável" Transliteração: "Akiramenai Dokonjō" (em japonês: 諦めないド根性)                             | 12 de Março de 2015     |
| 404 | "O Problema da Tenten" Transliteração: "Tenten no Nayami" (em japonês: テンテンの悩み)                             | 19 de Março de 2015     |
| 405 | "A Dupla Aprisionada" Transliteração: "Tojikomerareta Futari" (em japonês: 閉じ込められた二人)                     | 26 de Março de 2015     |

| Topo da Página |
| -------------- |

## Décima Sétima temporada
| N.º | Título no Brasil (Título original) | Exibição original      |
| --- | --- | ---------------------- |
| 406 | "Meu Próprio Lugar" Transliteração: "Jibun no Ibasho" (em japonês: 自分の居場所)                                                          | 2 de Abril de 2015     |
| 407 | "Clã Yamanaka: Ninjutsu Secreto" Transliteração: "Yamanaka Ichizoku: Hiden Ninjutsu" (em japonês: 山中一族・秘伝忍術)                     | 9 de Abril de 2015     |
| 408 | "A Marionete Amaldiçoada" Transliteração: "Noroi no Ningyō" (em japonês: 呪いの人形)                                                      | 16 de Abril de 2015    |
| 409 | "As Costas Daqueles Dois" Transliteração: "Futari no Senaka" (em japonês: 二人の背中)                                                     | 23 de Abril de 2015    |
| 410 | "A Conspiração Começa a se Mover" Transliteração: "Ugokidashita Inbō" (em japonês: 動き出した陰謀)                                        | 30 de Abril de 2015    |
| 411 | "O Biju Alvejado" Transliteração: "Nerawareta Bijū" (em japonês: 狙われた尾獣)                                                            | 7 de Maio de 2015      |
| 412 | "O Julgamento de Neji" Transliteração: "Neji no Handan" (em japonês: ネジの判断)                                                          | 14 de Maio de 2015     |
| 413 | "Sentimentos Confiados ao Futuro" Transliteração: "Mirai ni Takusu Omoi" (em japonês: 未来に託す思い)                                     | 21 de Maio de 2015     |
| 414 | "À Beira da Morte" Transliteração: "Shi no Kiwa" (em japonês: 死の際)                                                                     | 28 de Maio de 2015     |
| 415 | "Os Dois Mangekyos" Transliteração: "Futatsu no Mangekyō" (em japonês: 二つの万華鏡)                                                      | 4 de Junho de 2015     |
| 416 | "Formação: Time Minato" Transliteração: "Kessei: Minato Han" (em japonês: 結成・ミナト班)                                                 | 11 de Junho de 2015    |
| 417 | "Você É Meu Apoio" Transliteração: "Omae wa Bakkupuda" (em japonês: お前はバックアップだ)                                                 | 25 de Junho de 2015    |
| 418 | "Besta Verde VS Seis Caminhos de Madara" Transliteração: "Aoki Mōjū VS Rikudō Madara" (em japonês: 碧き猛獣VS六道マダラ)                  | 2 de Julho de 2015     |
| 419 | "A Juventude do Papai" Transliteração: "Papa no Seishun" (em japonês: パパの青春)                                                         | 9 de Julho de 2015     |
| 420 | "A Formação do Hachimon Tonko" Transliteração: "Hachimon Tonkō no Jin" (em japonês: 八門遁甲の陣)                                         | 23 de Julho de 2015    |
| 421 | "O Eremita dos Seis Caminhos" Transliteração: "Rikudō Sen'nin" (em japonês: 六道仙人)                                                     | 30 de Julho de 2015    |
| 422 | "Aqueles Que Herdarão" Transliteração: "Uketsugareru Mono" (em japonês: 受け継がれるもの)                                                 | 6 de Agosto de 2015    |
| 423 | "O Rival de Naruto" Transliteração: "Naruto no Raibaru" (em japonês: ナルトのライバル)                                                    | 6 de Agosto de 2015    |
| 424 | "Ascensão" Transliteração: "Tatsu" (em japonês: 立つ)                                                                                     | 13 de Agosto de 2015   |
| 425 | "Sonho Infinito" Transliteração: "Mugen no Yume" (em japonês: 無限の夢)                                                                   | 20 de Agosto de 2015   |
| 426 | "Tsukuyomi Infinito" Transliteração: "Mugen Tsukuyomi" (em japonês: 無限月読)                                                             | 27 de Agosto de 2015   |
| 427 | "Para o Mundo dos Sonhos" Transliteração: "Yume no Sekai e" (em japonês: 夢の世界へ)                                                      | 3 de Setembro de 2015  |
| 428 | "O Lugar da Tenten" Transliteração: "Tenten no Ibasho" (em japonês: テンテンの居場所)                                                     | 3 de Setembro de 2015  |
| 429 | "O Rap Crônico do Killer Bee: Pergaminho do Céu" Transliteração: "Kirā Bī Rappūden: Ten no Maki" (em japonês: キラービー落風伝・天の巻)   | 10 de Setembro de 2015 |
| 430 | "O Rap Crônico do Killer Bee: Pergaminho do Terra" Transliteração: "Kirā Bī Rappūden: Chi no Maki" (em japonês: キラービー落風伝・地の巻) | 17 de Setembro de 2015 |
| 431 | "Aquele Sorriso Novamente" Transliteração: "Ano Egao wo Mōichido" (em japonês: あの笑顔をもう一度)                                        | 24 de Setembro de 2015 |

| Topo da Página |
| -------------- |

## Décima Oitava temporada
| N.º | Título no Brasil (Título original)                                                                               | Exibição original       |
| --- | --- | ----------------------- |
| 432 | "Shinobi Perdedor" Transliteração: "Ochikobore Shinobi" (em japonês: 落ちこぼれ忍者)                             | 1 de Outubro de 2015    |
| 433 | "Partida: Missão de Busca" Transliteração: "Shutsugeki: Tansaku Ninmu" (em japonês: 出撃・探索任務)              | 8 de Outubro de 2015    |
| 434 | "Time Jiraiya" Transliteração: "Chīmu Jiraiya" (em japonês: チーム・ジライヤ)                                    | 15 de Outubro de 2015   |
| 435 | "Prioridades" Transliteração: "Yūsen Jun'i" (em japonês: 優先順位)                                               | 22 de Outubro de 2015   |
| 436 | "Homem Mascarado" Transliteração: "Kamen no Otoko" (em japonês: 仮面の男)                                        | 5 de Novembro de 2015   |
| 437 | "Poder Selado" Transliteração: "Fūin Sareshi Chikara" (em japonês: 封印されし力)                                 | 12 de Novembro de 2015  |
| 438 | "Regras ou Companheiros?" Transliteração: "Okite ka, Nakama ka" (em japonês: 掟か、仲間か)                       | 19 de Novembro de 2015  |
| 439 | "Criança da Profecia" Transliteração: "Yogen no Ko" (em japonês: 予言の子)                                       | 26 de Novembro de 2015  |
| 440 | "Pássaro Engaiolado" Transliteração: "Kago no tori" (em japonês: 籠の鳥)                                         | 3 de Dezembro de 2015   |
| 441 | "Retorno" Transliteração: "Kikan" (em japonês: 帰還)                                                             | 10 de Dezembro de 2015  |
| 442 | "Caminho Mútuo" Transliteração: "Tagai no Michi" (em japonês: 互いの道)                                          | 17 de Dezembro de 2015  |
| 443 | "Diferença de Poder" Transliteração: "Chikara no So" (em japonês: 力の差)                                        | 24 de Dezembro de 2015  |
| 444 | "Abandonando a Vila" Transliteração: "Sato Nuke" (em japonês: 里抜け)                                            | 14 de Janeiro de 2016   |
| 445 | "Perseguidores" Transliteração: "Otte" (em japonês: 追手)                                                        | 21 de Janeiro de 2016   |
| 446 | "Colisão" Transliteração: "Shōtotsu" (em japonês: 衝突)                                                          | 28 de Janeiro de 2016   |
| 447 | "Mais Uma Lua" Transliteração: "Mōhitotsu no Tsuki" (em japonês: もう一つの月)                                   | 4 de Fevereiro de 2016  |
| 448 | "Companheiro" Transliteração: "Nakama" (em japonês: 仲間)                                                        | 11 de Fevereiro de 2016 |
| 449 | "A União dos Shinobi" Transliteração: "Shinobi-tachi no Kyōen" (em japonês: 忍達の共演)                          | 18 de Fevereiro de 2016 |
| 450 | "Rival" Transliteração: "Raibaru" (em japonês: 好敵手)                                                           | 25 de Fevereiro de 2016 |
| 451 | "Vida que Nasce, Vida que Morre" Transliteração: "Umareru Inochi, Shinu Inochi" (em japonês: 生まれる命、死ぬ命) | 3 de Março de 2016      |
| 452 | "Gênio" Transliteração: "Isai" (em japonês: 異才)                                                                | 10 de Março de 2016     |
| 453 | "Dor de Viver" Transliteração: "Inochi no Itami" (em japonês: 命の痛み)                                          | 17 de Março de 2016     |
| 454 | "O Pedido de Shisui" Transliteração: "Shisui no Irai" (em japonês: シスイの依頼)                                 | 24 de Março de 2016     |
| 455 | "Noite de Luar" Transliteração: "Tsukiyo" (em japonês: 月夜)                                                     | 7 de Abril de 2016      |
| 456 | "A Escuridão da Akatsuki" Transliteração: "Akatsuki no Yami" (em japonês: 暁の闇)                                | 14 de Abril de 2016     |
| 457 | "Parceiro" Transliteração: "Aibō" (em japonês: 相棒)                                                             | 21 de Abril de 2016     |
| 458 | "Verdade" Transliteração: "Makoto" (em japonês: 真)                                                              | 28 de Abril de 2016     |

| Topo da Página |
| -------------- |

## Décima Nona temporada
| N.º | Título no Brasil (Título original)                                                                            | Exibição original      |
| --- | --- | ---------------------- |
| 459 | "Aquela do Começo" Transliteração: "Hajimari no Mono" (em japonês: はじまりのもの)                            | 5 de Maio de 2016      |
| 460 | "Otsutsuki Kaguya" Transliteração: "Ōtsutsuki Kaguya" (em japonês: 大筒木カグヤ)                              | 12 de Maio de 2016     |
| 461 | "Hagoromo e Hamura" Transliteração: "Hagoromo to Hamura" (em japonês: ハゴロモとハムラ)                       | 19 de Maio de 2016     |
| 462 | "Passado Fabricado" Transliteração: "Tsukurareta Kako" (em japonês: 造られた過去)                             | 26 de Maio de 2016     |
| 463 | "O Ninja Mais Imprevisível do Mundo!" Transliteração: "Igai-sei Nanbā Wan!" (em japonês: 意外性ナンバーワン!) | 2 de Junho de 2016     |
| 464 | "Ninshu" Transliteração: "Ninshū" (em japonês: 忍宗)                                                          | 9 de Junho de 2016     |
| 465 | "Ashura e Indra" Transliteração: "Ashura to Indora" (em japonês: アシュラとインドラ)                          | 16 de Junho de 2016    |
| 466 | "Jornada Tumultuosa" Transliteração: "Shiren no Tabi" (em japonês: 試練の旅)                                  | 30 de Junho de 2016    |
| 467 | "A Decisão do Ashura" Transliteração: "Ashura no Ketsui" (em japonês: アシュラの決意)                         | 7 de Julho de 2016     |
| 468 | "O Sucessor" Transliteração: "Kōkeisha" (em japonês: 後継者)                                                  | 21 de Julho de 2016    |
| 469 | "Uma Missão Especial" Transliteração: "Tokubetsu Ninmu" (em japonês: 特別任務)                                | 28 de Julho de 2016    |
| 470 | "Mentes Conectadas" Transliteração: "Tsunagaru Omoi" (em japonês: 繋がる思い)                                 | 4 de Agosto de 2016    |
| 471 | "Sempre os Dois" Transliteração: "Futari wo Chanto" (em japonês: 二人をちゃんと)                              | 11 de Agosto de 2016   |
| 472 | "Melhor Você..." Transliteração: "Omae wa Kanarazu" (em japonês: お前は必ず)                                  | 18 de Agosto de 2016   |
| 473 | "Sharingan, Novamente" Transliteração: "Sharingan, Futatabi" (em japonês: 写輪眼、再び)                       | 25 de Agosto de 2016   |
| 474 | "Parabéns" Transliteração: "Omedetō" (em japonês: おめでとう)                                                 | 1 de Setembro de 2016  |
| 475 | "O Vale do Fim" Transliteração: "Shūmatsu no Tani" (em japonês: 終末の谷)                                     | 8 de Setembro de 2016  |
| 476 | "A Batalha Final" Transliteração: "Saigo no Tatakai" (em japonês: 最後の闘い)                                 | 29 de Setembro de 2016 |
| 477 | "Naruto e Sasuke" Transliteração: "Naruto to Sasuke" (em japonês: ナルトとサスケ)                             | 29 de Setembro de 2016 |
| 478 | "O Símbolo da União" Transliteração: "Wakai no In" (em japonês: 和解の印)                                     | 6 de Outubro de 2016   |
| 479 | "Uzumaki Narutoǃǃ" Transliteração: "Uzumaki Narutoǃǃ" (em japonês: うずまきナルト!!)                          | 13 de Outubro de 2016  |

| Topo da Página |
| -------------- |

## Vigésima temporada
| N.º | Título no Brasil (Título original) | Exibição original       |
| --- | --- | ----------------------- |
| 480 | "Naruto e Hinata" "Naruto e Hinata" Transliteração: "NARUTO・HINATA" (em japonês: ナルト・ヒナタ)                                                    | 20 de Outubro de 2016   |
| 481 | "Sasuke e Sakura" "Sasuke e Sakura" (em japonês: SASUKE・SAKURA)                                                                                     | 27 de Outubro de 2016   |
| 482 | "Gaara e Shikamaru" "Gaara e Shikamaru" (em japonês: GAARA・SHIKAMARU)                                                                               | 3 de Novembro de 2016   |
| 483 | "Jiraiya e Kakashi" "Jiraiya e Kakashi" (em japonês: JIRAIYA・KAKASHI)                                                                               | 10 de Novembro de 2016  |
| 484 | "Humanos Explosivos" "Bombas Humanas" Transliteração: "Kibaku Ningen" (em japonês: 起爆人間)                                                         | 1 de Dezembro de 2016   |
| 485 | "Coliseu" "Coliseu" Transliteração: "Koroshiamu" (em japonês: 闘技場)                                                                                | 8 de Dezembro de 2016   |
| 486 | "Fushin" "Fushin" Transliteração: "Fūshin" (em japonês: 風心)                                                                                        | 15 de Dezembro de 2016  |
| 487 | "Ketsuryugan" "Ketsuryugan" Transliteração: "Ketsuryūgan" (em japonês: 血龍眼)                                                                       | 22 de Dezembro de 2016  |
| 488 | "A Última Pessoa" "O Último" Transliteração: "Saigo no Hitori" (em japonês: 最後の一人)                                                              | 5 de Janeiro de 2017    |
| 489 | "A Situação" "O Estado das Coisas" Transliteração: "Fūun" (em japonês: 風雲)                                                                         | 12 de Janeiro de 2017   |
| 490 | "Nuvens Escuras" "Nuvens Negras" Transliteração: "An'un" (em japonês: 暗雲)                                                                          | 19 de Janeiro de 2017   |
| 491 | "Às Cegas" "Imprudência" Transliteração: "Yamikumo" (em japonês: 闇雲)                                                                               | 26 de Janeiro de 2017   |
| 492 | "Nuvem de Suspeitas" "Uma Nuvem de Suspeita" Transliteração: "Giun" (em japonês: 疑雲)                                                               | 2 de Fevereiro de 2017  |
| 493 | "Alvorecer" "Alvorada" Transliteração: "Shinonome" (em japonês: 東雲)                                                                                | 9 de Fevereiro de 2017  |
| 494 | "O Casamento do Naruto" "O Casamento de Naruto" Transliteração: "Naruto no Kekkon" (em japonês: ナルトの結婚)                                        | 16 de Fevereiro de 2017 |
| 495 | "Presente de Casamento Poderoso" "Um Presente de Casamento Cheio de Energia" Transliteração: "Furupawā Kekkon Iwai" (em japonês: フルパワー結婚祝い) | 16 de Fevereiro de 2017 |
| 496 | "Vapor e Pílulas de Comida" "Termas e Comprimidos de Campo" Transliteração: "Yukemuri to Hyōrōgan" (em japonês: 湯けむりと兵糧丸)                    | 23 de Fevereiro de 2017 |
| 497 | "O Presente do Kazekage" "O Presente de Casamento do Kazekage" Transliteração: "Kazekage no Oiwai" (em japonês: 風影の御祝)                          | 2 de Março de 2017      |
| 498 | "Última Missão" "A Última Missão" Transliteração: "Saigo no Ninmu" (em japonês: 最後の任務)                                                          | 9 de Março de 2017      |
| 499 | "Resultados da Missão Secreta" "O Desfecho da Missão Secreta" Transliteração: "Gokuhi Ninmu no Yukue" (em japonês: 極秘任務の行方)                   | 16 de Março de 2017     |
| 500 | "Palavras de Felicitações" "A Mensagem" Transliteração: "Iwai no Kotoba" (em japonês: 祝いの言葉)                                                    | 23 de Março de 2017     |

| Topo da Página |
| -------------- |

## Lançamentos em DVD
Em maio de 2015 durante um festival do anime, a distribuidora Playarte divulgou as capas dos primeiros DVDs da série que seriam lançados no Brasil. Inicialmente foram comercializados cinco volumes do Naruto Shippuden e um Box completo de 5 discos que totalizariam os 20 primeiros episódios do anime, com lançamento em setembro de 2015, incluindo opção de idioma em português e japonês. O segundo Box contendo mais 20 episódios dublados do anime lançou em 18 de fevereiro de 2016, enquanto o terceiro saiu em julho do mesmo ano, este com 4 discos e 16 episódios. O quarto box da série saiu dia 23 de Setembro de 2016, intitulado de Box 1 - 2.ª Temporada. Esse box traz do episódio 57 até o 76, é um box com problemas de coerência, já que sua arte de capa tem os 5 Kages, sendo que o box traz episódios muito anteriores a estreia destes personagens. E em Janeiro de 2017 foi lançado o BOX 2 - 2.ª Temporada, contendo do episódio 77 até o 96. Com isso fica faltando um BOX com 16 episódios para completar o lançamento dos episódios que existem dublados em Português do Brasil até o momento, que é até o episódio 112.
| Box | Box               | Episódios | Lançamento              |
| --- | ----------------- | --------- | ----------------------- |
|     | Box 1             | 1-20      | 30 de setembro de 2015  |
|     | Box 2             | 21-40     | 18 de fevereiro de 2016 |
|     | Box 3             | 41-56     | 28 de julho de 2016     |
|     | Box 1 - 2.ª Temp. | 57-76     | 23 de Setembro de 2016  |
|     | Box 2 - 2.ª Temp. | 77-96     | 26 de Janeiro de 2017   |

| Volume | Título                       | Episódios |
| ------ | ---------------------------- | --------- |
| Vol. 1 | Voltando para Casa           | 1-4       |
| Vol. 2 | A Equipe Kakashi se Mobiliza | 5-8       |
| Vol. 3 | As Lagrimas do Jinchuriki    | 9-12      |
| Vol. 4 | A Esfera Secreta             | 13-16     |
| Vol. 5 | A Morte do Gaara             | 17-20     |

| Volume  | Título                              | Episódios |
| ------- | ----------------------------------- | --------- |
| Vol. 6  | O Verdadeiro Rosto de Sasori        | 21-24     |
| Vol. 7  | Três Minutos entre a Vida e a Morte | 25-28     |
| Vol. 8  | Kakashi Iluminado                   | 29-32     |
| Vol. 9  | Um Novo Alvo                        | 33-36     |
| Vol. 10 | A Nove Caudas se Liberta            | 37-40     |

| Volume  | Título                     | Episódios |
| ------- | -------------------------- | --------- |
| Vol. 11 | As Lágrimas de Sakura      | 41-44     |
| Vol. 12 | O Covil da Cobra           | 45-48     |
| Vol. 13 | Reunião                    | 49-52     |
| Vol. 14 | O Despertar do Sono Eterno | 53-56     |

| Volume | Título                | Episódios |
| ------ | --------------------- | --------- |
| Vol. 1 | Um Novo Inimigo       | 57-59     |
| Vol. 2 | Contato               | 60-64     |
| Vol. 3 | Presa na Escuridão    | 65-68     |
| Vol. 4 | Desespero             | 69-72     |
| Vol. 5 | A Invasão da Akatsuki | 73-76     |

| Volume  | Título              | Episódios |
| ------- | ------------------- | --------- |
| Vol. 6  | O Julgamento        | 77-80     |
| Vol. 7  | Alvo Na Mira        | 81-84     |
| Vol. 8  | O Terrível Segredo  | 85-88     |
| Vol. 9  | O Preço do Poder    | 89-92     |
| Vol. 10 | O Inimigo Invisível | 93-96     |